# Isodontia apicata
Isodontia apicata är en biart som först beskrevs av Charles Thomas Bingham 1897.  Isodontia apicata ingår i släktet Isodontia och familjen grävsteklar. Inga underarter finns listade i Catalogue of Life.